# Йехудия (река)
Йехудия (ивр. נחל יהודיה‎) — постоянная река в Израиле на Голанских высотах. Она был названа в честь заброшенной деревни Йехудия, расположенной на скале над течением реки.
Река начинается на южных склонах хребта Башанит и течёт в юго-западном направлении. В верховьях реки — водохранилище Бней-Сафет. В среднем течении реки её долина представляет собой глубокий каньон. В этой части реки есть несколько водопадов. Также река получает воду из источников Селукии и своего притока реки Айт. В районе долины Ха-Бетиха каньонная часть заканчивается и река впадает в реку Мешушим, текущую в Кинерет. Большая часть реки находится в пределах природного заповедника Йехудия.

## Природный заповедник Йехудия
Река Йехудия — популярное место для пеших прогулок в Израиле, которое начинается на стоянке около реки Завитан. Здесь есть две пешеходные тропы, верхняя и нижняя, которые объединяются в один длинный пешеходный маршрут. Маршруты проходят по всей долине реки и требуют от путешественников даже проплывать через бассейны с водой или взбираться на вертикальные скалы.
На территории тура есть остатки синагог периода создания Талмуда, а также остатки церкви. В этом районе можно увидеть дольмены, представляющие собой древние массивные каменные сооружения, датируемые примерно 3000 г. до н. э., сделанные из базальтовых плит, которые в древности использовались для захоронений.
В декабре 2010 года в долине реки Йехудия начались камнепады, представляющие опасность для жизни людей, в результате чего начались периодические проверки безопасности, в ходе которых маршруты поочередно закрывались и частично открывались.
Сегодня первоначальный маршрут в долине реки Йехудия закрыт для посетителей, и пройти можно только до первого водопада и обратно.
В июне 2013 года был открыт новый маршрут вверх по реке.